# 2022-es U17-es labdarúgó-Európa-bajnokság
A 2022-es U17-es labdarúgó-Európa-bajnokságot Izraelben rendezték 2022 májusában és júniusában 16 csapat részvételével. A hollandok a címvédők. A 2020 és a 2021-es tornát a koronavírus-járvány miatt.

## Résztvevők
A házigazda Írország mellett a következő 15 válogatott vett részt:
| Nemzet        | Részvételi jog               | Európa-bajnoki részvételek száma | Utolsó részvétel | Előző/legjobb eredmény           |
| ------------- | ---------------------------- | -------------------------------- | ---------------- | -------------------------------- |
| Izrael        | Rendező                      | 4                                | 2018             | Csoportkör: (2003, 2005, 2018)   |
| Hollandia     | Elitkör, 1. csoport győztese | 14                               | 2019             | Bajnok: (2011, 2012, 2018, 2019) |
| Dánia         | Elitkör, 2. csoport győztes  | 6                                | 2018             | Elődöntő: (2011)                 |
| Németország   | Elitkör, 3. csoport győztes  | 13                               | 2019             | Bajnok: (2009)                   |
| Spanyolország | Elitkör, 4. csoport győztese | 14                               | 2019             | Bajnok: (2007, 2008, 2017)       |
| Franciaország | Elitkör, 5. csoport győztese | 13                               | 2019             | Bajnok: (2004, 2015)             |
| Olaszország   | Elitkör, 6. csoport győztes  | 10                               | 2019             | Döntő: (2013, 2018, 2019)        |
| Szerbia       | Elitkör, 7. csoport győztes  | 8                                | 2018             | Negyeddöntő: (2002)              |
| Portugália    | Elitkör, 8. csoport győztese | 9                                | 2019             | Bajnok: (2003, 2016)             |
| Svédország    | Elitkör, 1. csoport második  | 5                                | 2019             | Elődöntő: (2013)                 |
| Belgium       | Elitkör, 4. csoport második  | 8                                | 2019             | Elődöntő: (2007, 2015, 2018)     |
| Skócia        | Elitkör, 3. csoport második  | 6                                | 2017             | Elődöntő: (2014)                 |
| Törökország   | Elitkör, 7. csoport második  | 8                                | 2017             | Bajnok: (2005)                   |
| Lengyelország | Elitkör, 6. csoport második  | 3                                | 2012             | Elődöntő: (2012)                 |
| Bulgária      | Elitkör, 8. csoport második  | 2                                | 2015             | Csoportkör: (2015)               |
| Luxemburg     | Elitkör, 5. csoport második  | 2                                | 2006             | Csoportkör: (2006)               |

## Helyszínek
| Netánja                                         | Risón Lecijón         | Risón Lecijón     |
| Netánja Stadion                                 | Haberfeld Stadion     | Haberfeld Stadion |
| Férőhely: 13 610                                | Férőhely: 6000        | Férőhely: 6000    |
|                                                 |                       |                   |
| Netánja Risón Lecijón Nesz-Cijóna Lod Ramat Gan |                       |                   |
| Nesz-Cijóna                                     | Lod                   | Ramat Gan         |
| Ness Ziona Stadion                              | Lod Municipal Stadion | Ramat Gan Stadion |
| Férőhely: 3500                                  | Férőhely: 3000        | Férőhely: 13 370  |
|                                                 |                       |                   |

## Csoportkör
A sorrend meghatározása
A csapatokat a pontok száma alapján rangsorolták (3 pont egy győzelem, 1 pont egy döntetlen, 0 pont egy vereség). Az Európa-bajnokság csoportjaiban ha két vagy több csapat a csoportmérkőzések után azonos pontszámmal állt, a következő pontok alapján kellett megállapítani a sorrendet (a versenyszabályzat 17.01. és 17.02. pontja alapján):
1. több szerzett pont az azonosan álló csapatok között lejátszott mérkőzéseken
2. jobb gólkülönbség az azonosan álló csapatok között lejátszott mérkőzéseken (ha kettőnél több csapat áll azonos pontszámmal)
3. több szerzett gól az azonosan álló csapatok között lejátszott mérkőzéseken (ha kettőnél több csapat áll azonos pontszámmal)
4. Ha a felsorolt első három pont alapján két, vagy több csapat még mindig holtversenyben állt, akkor az első három pontot mindaddig alkalmazni kellett, ameddig nem volt eldönthető a sorrend. Ha a sorrend nem dönthető el, akkor az 5–9. pontok alapján állapították meg a sorrendet
5. jobb gólkülönbség az összes csoportmérkőzésen
6. több szerzett gól az összes csoportmérkőzésen
7. ha két csapat a felsorolt első hat pont alapján holtversenyben állt úgy, hogy az utolsó csoportmérkőzést egymás ellen játszották (azaz az utolsó csoportmérkőzés, amelyet egymás ellen lejátszottak, döntetlen lett, és a pontszámuk, összesített gólkülönbségük, az összes szerzett góljuk száma is azonos) és nincs harmadik csapat, amely velük azonos pontszámmal állt, akkor közöttük büntetőrúgások döntöttek a sorrendről.
8. kevesebb büntetőpont, amely a sárga és piros lapok számán alapul (piros lap = 3 pont, sárga lap = 1 pont, egy mérkőzésen két sárga lap és kiállítás = 3 pont);
9. jobb koefficines a selejtező sorsolásakor;
10. sorsolás

A kezdési időpontok helyi idő szerint értendők.

### A csoport
| Hely. | Csapat          | M | Gy | D | V | G+ | G– | Gk | P | Továbbjutás              |
| ----- | --------------- | - | -- | - | - | -- | -- | -- | - | ------------------------ |
| 1.    | Németország (A) | 3 | 3  | 0 | 0 | 9  | 2  | +7 | 9 | Egyenes kieséses szakasz |
| 2.    | Olaszország (A) | 3 | 2  | 0 | 1 | 4  | 3  | +1 | 6 | Egyenes kieséses szakasz |
| 3.    | Izrael (H, E)   | 3 | 1  | 0 | 2 | 3  | 4  | −1 | 3 |                          |
| 4.    | Luxemburg (E)   | 3 | 0  | 0 | 3 | 0  | 7  | −7 | 0 |                          |

| 2022. május 16. 17:30 |

| Olaszország          | 2–3               | Németország                           |
| -------------------- | ----------------- | ------------------------------------- |
| Bruno 44' Bolzan 48' | (1–2) Jegyzőkönyv | Bischof 24' Wanner 27' Pejčinović 56' |

| Ness Ziona Stadion, Nesz-Cijóna Nézőszám: 483 Játékvezető: Willy Delajod (francia) |

| 2022. május 16. 20:00 |

| Izrael                     | 3–0               | Luxemburg |
| -------------------------- | ----------------- | --------- |
| Yusopove 78' 82' Zoabi 87' | (0–0) Jegyzőkönyv |           |

| Haberfeld Stadion, Risón Lecijón Nézőszám: 1424 Játékvezető: Andrei Florin Chivulete (román) |

| 2022. május 19. 17:30 |

| Németország                          | 3–0               | Luxemburg |
| ------------------------------------ | ----------------- | --------- |
| Weiper 7' Ulrich 27' Ibrahimović 70' | (2–0) Jegyzőkönyv |           |

| Haberfeld Stadion, Risón Lecijón Nézőszám: 184 Játékvezető: Igor Stojčevski (macedón) |

| 2022. május 19. 20:00 |

| Izrael | 0–1               | Olaszország  |
| ------ | ----------------- | ------------ |
|        | (0–0) Jegyzőkönyv | Esposito 75' |

| Ness Ziona Stadion, Nesz-Cijóna Nézőszám: 2 276 Játékvezető: Christian-Petru Ciochirca (osztrák) |

| 2022. május 22. 20:00 |

| Németország                 | 3–0               | Izrael |
| --------------------------- | ----------------- | ------ |
| Weiper 59' Raebiger 64' 67' | (0–0) Jegyzőkönyv |        |

| Lod Municipal Stadion, Lod Játékvezető: Dario Bel (horvát) |

| 2022. május 22. 20:00 |

| Luxemburg | 0–1               | Olaszország              |
| --------- | ----------------- | ------------------------ |
|           | (0–1) Jegyzőkönyv | Di Maggio 25' (11-esből) |

| Ramat Gan Stadion, Ramat Gan Játékvezető: Tom Owen (walesi) |

### B csoport
| Hely. | Csapat            | M | Gy | D | V | G+ | G– | Gk | P | Továbbjutás              |
| ----- | ----------------- | - | -- | - | - | -- | -- | -- | - | ------------------------ |
| 1.    | Hollandia (A)     | 3 | 3  | 0 | 0 | 8  | 3  | +5 | 9 | Egyenes kieséses szakasz |
| 2.    | Franciaország (A) | 3 | 2  | 0 | 1 | 11 | 4  | +7 | 6 | Egyenes kieséses szakasz |
| 3.    | Lengyelország (E) | 3 | 0  | 1 | 2 | 3  | 9  | −6 | 1 |                          |
| 4.    | Bulgária (E)      | 3 | 0  | 1 | 2 | 2  | 8  | −6 | 1 |                          |

| 2022. május 16. 17:30 |

| Franciaország                                                  | 6–1               | Lengyelország |
| -------------------------------------------------------------- | ----------------- | ------------- |
| Doué 6' (11-esből) 15' Gueguin 27' Diallo 40' Tel 64' Byar 66' | (4–0) Jegyzőkönyv | Drachal 74'   |

| Ramat Gan Stadion, Ramat Gan Nézőszám: 270 Játékvezető: Christian-Petru Ciochirca (osztrák) |

| 2022. május 16. 20:00 |

| Bulgária     | 1–3               | Hollandia                                |
| ------------ | ----------------- | ---------------------------------------- |
| Georgiev 10' | (1–1) Jegyzőkönyv | Misehouy 30' Babadi 60' van Duiven 90+1' |

| Lod Municipal Stadion, Lod Nézőszám: 132 Játékvezető: Igor Stojčevski (macedón) |

| 2022. május 19. 17:30 |

| Hollandia                             | 2–1             | Lengyelország |
| ------------------------------------- | --------------- | ------------- |
| Huijsen 51' (11-esből) Boerhout 90+3' | (–) Jegyzőkönyv | Guercio 88'   |

| Lod Municipal Stadion, Lod Nézőszám: 262 Játékvezető: Helgi Mikael Jónasson (izlandi) |

| 2022. május 19. 20:00 |

| Franciaország                        | 4–0               | Bulgária |
| ------------------------------------ | ----------------- | -------- |
| Tel 29' 44' Aiki 86' Zaïre-Emery 89' | (2–0) Jegyzőkönyv |          |

| Ness Ziona Stadion, Nesz-Cijóna Nézőszám: 340 Játékvezető: Andrei Florin Chivulete (román) |

| 2022. május 22. 17:30 |

| Hollandia                                         | 3–1               | Franciaország |
| ------------------------------------------------- | ----------------- | ------------- |
| Huijsen 76' (11-esből) Milambo 81' Boerhout 90+4' | (0–1) Jegyzőkönyv | Diallo 13'    |

| Haberfeld Stadion, Risón Lecijón Nézőszám: 1170 Játékvezető: Henrik Nalbandyan (örmény) |

| 2022. május 22. 20:00 |

| Lengyelország | 1–1               | Bulgária    |
| ------------- | ----------------- | ----------- |
| Sławiński 47' | (1–0) Jegyzőkönyv | Trajkov 83' |

| Ramat Gan Stadion, Ramat Gan Játékvezető: Christian-Petru Ciochirca (osztrák) |

### C csoport
| Hely. | Csapat        | M | Gy | D | V | G+ | G– | Gk | P | Továbbjutás              |
| ----- | ------------- | - | -- | - | - | -- | -- | -- | - | ------------------------ |
| 1.    | Spanyolország | 3 | 2  | 1 | 0 | 5  | 1  | +4 | 7 | Egyenes kieséses szakasz |
| 2.    | Szerbia       | 3 | 1  | 2 | 0 | 4  | 3  | +1 | 5 | Egyenes kieséses szakasz |
| 3.    | Belgium       | 3 | 1  | 1 | 1 | 4  | 4  | 0  | 4 |                          |
| 4.    | Törökország   | 3 | 0  | 0 | 3 | 2  | 7  | −5 | 0 |                          |

| 2022. május 17. 17:30 |

| Szerbia                  | 1–1               | Belgium            |
| ------------------------ | ----------------- | ------------------ |
| Milošević 88' (11-esből) | (0–1) Jegyzőkönyv | Idumbo-Muzambo 17' |

| Haberfeld Stadion, Risón Lecijón Nézőszám: 164 Játékvezető: Helgi Mikael Jónasson (izlandi) |

| 2022. május 17. 20:00 |

| Törökország | 0–2               | Spanyolország                     |
| ----------- | ----------------- | --------------------------------- |
|             | (0–1) Jegyzőkönyv | Dani Rodriguez 41' Iker Bravo 53' |

| Ness Ziona Stadion, Nesz-Cijóna Nézőszám: 162 Játékvezető: Dario Bel (horvát) |

| 2022. május 20. 14:30 |

| Szerbia                   | 2–1               | Törökország |
| ------------------------- | ----------------- | ----------- |
| Šljivić 17' Milošević 52' | (1–1) Jegyzőkönyv | Uzun 43'    |

| Haberfeld Stadion, Risón Lecijón Játékvezető: Tom Owen (walesi) |

| 2022. május 20. 17:30 |

| Spanyolország            | 2–0               | Szerbia |
| ------------------------ | ----------------- | ------- |
| Boñar 12' Iker Bravo 45' | (2–0) Jegyzőkönyv |         |

| Ness Ziona Stadion, Nesz-Cijóna Játékvezető: Henrik Nalbandyan (örmény) |

| 2022. május 23. 17:30 |

| Spanyolország | 1–1               | Szerbia                  |
| ------------- | ----------------- | ------------------------ |
| Mella 76'     | (0–0) Jegyzőkönyv | Milošević 88' (11-esből) |

| Haberfeld Stadion, Risón Lecijón Játékvezető: Willy Delajod (francia) |

| 2022. május 23. 17:30 |

| Belgium                                              | 3–1               | Törökország |
| ---------------------------------------------------- | ----------------- | ----------- |
| Idumbo-Muzambo 62' (11-esből) Spileers 73' Talbi 77' | (0–0) Jegyzőkönyv | Uzun 76'    |

| Ness Ziona Stadion, Nesz-Cijóna Játékvezető: Andrei Florin Chivulete (román) |

### D csoport
| Hely. | Csapat     | M | Gy | D | V | G+ | G– | Gk | P | Továbbjutás              |
| ----- | ---------- | - | -- | - | - | -- | -- | -- | - | ------------------------ |
| 1.    | Dánia      | 3 | 2  | 0 | 1 | 7  | 4  | +3 | 6 | Egyenes kieséses szakasz |
| 2.    | Portugália | 3 | 2  | 0 | 1 | 10 | 6  | +4 | 6 | Egyenes kieséses szakasz |
| 3.    | Svédország | 3 | 2  | 0 | 1 | 5  | 5  | 0  | 6 |                          |
| 4.    | Skócia     | 3 | 0  | 0 | 3 | 2  | 9  | −7 | 0 |                          |

| 2022. május 17. 17:30 |

| Dánia      | 1–2               | Svédország              |
| ---------- | ----------------- | ----------------------- |
| Sahsah 59' | (0–2) Jegyzőkönyv | Kanga 3' (11-esből) 24' |

| Ramat Gan Stadion, Ramat Gan Nézőszám: 190 Játékvezető: Henrik Nalbandyan (örmény) |

| 2022. május 17. 20:00 |

| Skócia        | 1–5               | Portugália                                                                                        |
| ------------- | ----------------- | ------------------------------------------------------------------------------------------------- |
| Mackenzie 62' | (0–3) Jegyzőkönyv | Ivan Lima 8' José Rodrigues 26' João Veloso 37' (11-esből) Afonso Moreira 69' Rodrigo Ribeiro 73' |

| Lod Municipal Stadion, Lod Nézőszám: 204 Játékvezető: Thomas Gary Owenl (walesi) |

| 2022. május 20. 14:30 |

| Dánia                                   | 3–1               | Skócia     |
| --------------------------------------- | ----------------- | ---------- |
| Simmelhack 33' Mackenzie 47' Jensen 71' | (1–1) Jegyzőkönyv | Wilson 35' |

| Ramat Gan Stadion, Ramat Gan Játékvezető: Dario Bel (horvát) |

| 2022. május 20. 16:30 |

| Portugália                                                   | 4–2               | Svédország               |
| ------------------------------------------------------------ | ----------------- | ------------------------ |
| Rodrigo Ribeiro 32' João Veloso 37' 60' Afonso Moreira 45+1' | (3–1) Jegyzőkönyv | Kanga 7' de Oliveira 80' |

| Lod Municipal Stadion, Lod Játékvezető: Willy Delajod (francia) |

| 2022. május 23. 20:00 |

| Portugália    | 1–3               | Dánia                                           |
| ------------- | ----------------- | ----------------------------------------------- |
| Ivan Lima 30' | (1–0) Jegyzőkönyv | Nartey 62' Hansborg-Sørensen 70' Luis Gomes 90' |

| Ramat Gan Stadion, Ramat Gan Játékvezető: Igor Stojčevski (macedón) |

| 2022. május 23. 20:00 |

| Svédország | 1–0               | Skócia |
| ---------- | ----------------- | ------ |
| Kanga 66'  | (0–0) Jegyzőkönyv |        |

| Lod Municipal Stadion, Lod Játékvezető: Helgi Mikael Jónasson (izlandi) |

## Egyenes kieséses szakasz
Az egyenes kieséses szakaszban döntetlen esetén nincs hosszabbítás, hanem a rendes játékidő letelte után rögtön büntetőrúgások következnek.
|  |              |               |              |            |       |               |               |           |  |  |       |       |       |
|  | Negyeddöntők | Negyeddöntők  | Negyeddöntők |            |       | Elődöntők     | Elődöntők     | Elődöntők |  |  | Döntő | Döntő | Döntő |
|  | Negyeddöntők | Negyeddöntők  | Negyeddöntők |            |       | Elődöntők     | Elődöntők     | Elődöntők |  |  | Döntő | Döntő | Döntő |
|  | május 25.    |               |              |            |       |               |               |           |  |  |       |       |       |
|  |              |               |              |            |       |               |               |           |  |  |       |       |       |
|  | A1           | Németország   | 1 (3)        |            |       |               |               |           |  |  |       |       |       |
|  | A1           | Németország   | 1 (3)        | május 29.  |       |               |               |           |  |  |       |       |       |
|  | B2           | Franciaország | 1 (4)        |            |       |               |               |           |  |  |       |       |       |
|  | B2           | Franciaország | 1 (4)        |            |       | Franciaország | Franciaország | 2 (6)     |  |  |       |       |       |
|  | május 26.    |               |              |            |       | Franciaország | Franciaország | 2 (6)     |  |  |       |       |       |
|  |              |               | Portugália   | Portugália | 2 (5) |               |               |           |  |  |       |       |       |
|  | C1           | Spanyolország | Portugália   | Portugália | 2 (5) | 1             |               |           |  |  |       |       |       |
|  | C1           | Spanyolország |              |            |       | 1             | június 1.     |           |  |  |       |       |       |
|  | D2           | Portugália    | 2            |            |       |               |               |           |  |  |       |       |       |
|  | D2           | Portugália    | 2            |            |       | Franciaország | Franciaország | 2         |  |  |       |       |       |
|  | május 25.    |               |              |            |       | Franciaország | Franciaország | 2         |  |  |       |       |       |
|  |              |               | Hollandia    | Hollandia  | 1     |               |               |           |  |  |       |       |       |
|  | B1           | Hollandia     | Hollandia    | Hollandia  | 1     | 2             |               |           |  |  |       |       |       |
|  | B1           | Hollandia     | május 29.    |            |       | 2             |               |           |  |  |       |       |       |
|  | A2           | Olaszország   | 1            |            |       |               |               |           |  |  |       |       |       |
|  | A2           | Olaszország   | 1            |            |       | Hollandia     | Hollandia     | 2 (5)     |  |  |       |       |       |
|  | május 26.    |               |              |            |       | Hollandia     | Hollandia     | 2 (5)     |  |  |       |       |       |
|  |              |               | Szerbia      | Szerbia    | 2 (3) |               |               |           |  |  |       |       |       |
|  | D1           | Dánia         | Szerbia      | Szerbia    | 2 (3) | 1             |               |           |  |  |       |       |       |
|  | D1           | Dánia         |              |            |       |               |               |           |  |  |       |       |       |
|  | C2           | Szerbia       | 2            |            |       |               |               |           |  |  |       |       |       |
|  | C2           | Szerbia       | 2            |            |       |               |               |           |  |  |       |       |       |
|  |              |               |              |            |       |               |               |           |  |  |       |       |       |

### Negyeddöntők
| 2022. május 25. 16:30 |

| Németország                                                  | 1–1               | Franciaország                                     |
| ------------------------------------------------------------ | ----------------- | ------------------------------------------------- |
| Weiper 38'                                                   | (1–1) Jegyzőkönyv | Saettel 19'                                       |
| Büntetőpárbaj                                                |                   |                                                   |
| Schulz Pejčinović Bischof Ibrahimović Krattenmacher Fritschi | 3–4               | Zaïre-Emery Byar Atangana Edoa Kabamba Tel Diallo |

| Haberfeld Stadion, Risón Lecijón Játékvezető: Dario Bel (horvát) |

| 2022. május 25. 19:00 |

| Hollandia                   | 2–1               | Olaszország |
| --------------------------- | ----------------- | ----------- |
| Misehouy 27' Van Duiven 43' | (2–0) Jegyzőkönyv | Lipani 64'  |

| Netánja Stadion, Netánja Játékvezető: Willy Delajod (francia) |

| 2022. május 26. 16:30 |

| Dánia          | 1–2               | Szerbia                |
| -------------- | ----------------- | ---------------------- |
| E. Højlund 48' | (0–1) Jegyzőkönyv | Simic 3' Milošević 64' |

| Ness Ziona Stadion, Nesz-Cijóna Játékvezető: Andrei Florin Chivulete (román) |

| 2022. május 26. 19:00 |

| Spanyolország | 1–2               | Portugália               |
| ------------- | ----------------- | ------------------------ |
| Boñar 17'     | (1–1) Jegyzőkönyv | Moreira 9' Rodrigues 63' |

| Netánja Stadion, Netánja Játékvezető: Christian-Petru Ciochirca (osztrák) |

### Elődöntők
| 2022. május 29. 17:30 |

| Franciaország                             | 2–2               | Portugália                                      |
| ----------------------------------------- | ----------------- | ----------------------------------------------- |
| Zaïre-Emery 8' Muniz 45+1'                | (2–2) Jegyzőkönyv | Moreira 12' Essugo 20'                          |
| Büntetőpárbaj                             |                   |                                                 |
| Gueguin Diallo Kabamba Byar Tel Bitshiabu | 6–5               | Gonçalves Muniz Rodrigues Essugo Djaló Mendonça |

| Netánja Stadion, Netánja Játékvezető: Dario Bel (horvát) |

| 2022. május 29. 21:00 |

| Hollandia                                    | 2–2               | Szerbia                                |
| -------------------------------------------- | ----------------- | -------------------------------------- |
| Van Duiven 47' Slory 73'                     | (0–0) Jegyzőkönyv | Milošević 50' Mijatović 55'            |
| Büntetőpárbaj                                |                   |                                        |
| Huijsen Van den Heuvel Agougil Kleijn Babadi | 5–3               | Stanković Radonjić Šljivić Serafimović |

| Netánja Stadion, Netánja Játékvezető: Henrik Nalbandyan (örmény) |

### Döntő
| 2022. június 1. 19:00 |

| Franciaország   | 2–1               | Hollandia |
| --------------- | ----------------- | --------- |
| Kumbedi 58' 60' | (0–0) Jegyzőkönyv | Slory 48' |

| Netánja Stadion, Netánja Játékvezető: Christian-Petru Ciochirca (osztrák) |

| A 2022-es U17-es labdarúgó-Európa-bajnokság győztese |
| ---------------------------------------------------- |
| FRANCIAORSZÁG 3. cím                                 |

## Gólszerzők
5 gólos
- Jovan Milošević

4 gólos
| - Afonso Moreira | - Jardell Kanga |  |

3 gólos
| - Mathys Tel - Nelson Weiper | - Jason van Duiven - João Veloso |  |

2 gólos
| - Stanis Idumbo-Muzambo - Saël Kumbedi - Zoumana Diallo - Désiré Doué - Warren Zaïre-Emery - Sidney Raebiger | - Yan Yusopove - Jaden Slory - Yoram Boerhout - Dean Huijsen - Gabriel Misehouy - Ivan Lima | - Rodrigo Ribeiro - José Rodrigues - Javier Boñar - Iker Bravo - Can Uzun |  |

1 gólos
| - Jorne Spileers - Chemsdine Talbi - Martin Georgiev - Stefan Traykov - Elias Hansborg-Sørensen - Emil Højlund - Markus Jensen - Noah Nartey - Noah Sahsah - Alexander Simmelhack - Ayman Aiki - Naim Byar - Axel Gueguin | - Tom Saettel - Tom Bischof - Arijon Ibrahimović - Dženan Pejčinović - Laurin Ulrich - Paul Wanner - Karem Zoabi - Alessandro Bolzan - Kevin Bruno - Luca Di Maggio - Luca Lipani - Francesco Pio Esposito - Isaac Babadi | - Antoni Milambo - Dawid Drachal - Tommaso Guercio - Oliwier Sławiński - Dário Essugo - Magnus Mackenzie - Rory Wilson - Jovan Mijatović - Jan-Carlo Simić - Jovan Šljivić - David Mella - Dani Rodriguez - Leonardo de Oliveira |  |

öngólos
| - Luis Gomes (Dánia ellen) | - João Muniz (Franciaország ellen) | - Magnus Mackenzie (Dánia ellen) |  |